# Bandeira de Coahuila

Bandeira de Coahuila

A bandeira de Coahuila é uma bandeira não oficial de Coahuila. Ela é baseada no brasão de Coahuila e apresenta o brasão centralizado em um fundo branco.

## Historia

### Bandeiras históricas

Bandeira de Coahuila e Texas (1823)
Bandeira de Coahuila e Texas (1936)
Bandeira da República do Rio Grande (1840)